# سیدعلی‌اصغر جوانمردی
سیدعلی‌اصغر جوانمردی(زاده ۷ خرداد ۱۳۶۹) ایرانی ملی پوش تیم پرتاب وزنه کلاس F۳۵ است. جوانمردی در مسابقات پارالمپیک پاریس موفق به کسب مدال برنز شد.

## مسابقات

### پارالمپیک
- مسابقات پارالمپیک پاریس - ۲۰۲۴ -  برنز -  ۱۵.۸۴ متر[۲]
- بازی‌های پارالمپیک تابستانی ۲۰۲۰- کسب مقام چهارمی

### پارادوومیدانی قهرمانی جهان
جوانمردی عنوان قهرمانی از مسابقات جهانی ژاپن ۲۰۲۴ و یک عنوان سومی از مسابقات جهانی انگلستان ۲۰۱۷ را در کارنامه دارد.
در آبان ۱۳۹۴ در رقابت‌های جهانی قطر با ثبت رکورد ۱۳ متر و ۶۹ سانتیمتر به عنوان ششم جهان دست یافت.

### سایر
- مسابقات بین‌المللی گرند پری ۲۰۲۲ مراکش -در ماده پرتاب دیسک- برنز  [۵]
- مسابقات بین‌المللی گرند پری ۲۰۲۲ مراکش -در ماده پرتاب وزنه کلاس F35 - نقره - ثبت ۱۵.۱۴ متر [۶]
- مدال طلا مسابقات منطقه ای (آسیا و اقیانوسیه) امارات ۲۰۱۶ [۷]
- مدال نقره مسابقات بین‌المللی امارات ۲۰۲۱ [۸]

### پارا آسیایی
- مدال طلا با ثبت ۱۶.۱۷ متر در بازی‌های پاراآسیایی ۲۰۲۲ (هانگژو)[۹]
- مسابقات پارا آسیایی جاکارتا - ۲۰۱۸ - ۱۴.۴۵ متر- نقره[۱۰]

## زندگی شخصی و حرفه ای
جوانمردی از سال ۱۳۸۹ در شیراز و زیر نظر بهمن گلبارنژاد، فعالیت ورزشی خود را با رشته وزنه‌برداری آغاز کرد. در سال ۱۳۹۲ سید علی اصغر وارد دو و میدانی شد  و تحت نظر و هدایت آقایان الوان‌پور و باغبان بری در ماده پرتاب وزنه فعالیت‌های خود را ادامه داد.